# Теория
Думата теория има няколко различни значения в различните сфери на познанието. Това значение зависи от приложените методи и от контекста.

## В науката
„Теория“ в науката се нарича математическо и/или логическо обяснение или описание на набор от събития или явления, или техен модел. В този смисъл „теория“ всъщност се нарича такава хипотеза, която е потвърдена или установена чрез наблюдение или експериментиране и приета като изложение на известни факти; изложение на нещо, смятано за основен закон, принцип или причина за познато или наблюдавано явление. Една теория е в състояние да прогнозира бъдещи събития или наблюдения от същия род и да бъде подложена на тестове посредством експерименти, вследствие на което да бъде потвърдена (верифицирана) или опровергана (фалсифицирана). Оттук следва, че за хората, занимаващи се с наука, понятията „теория“ и „факт“ не са противопоставени. Теорията в науката е хипотеза, потвърдена от факти, за разлика от лаическия смисъл на думата.
Наличието на необяснени явления показва, че определена научна теория не дава задоволителен модел, с който да се обяснят или предвидят точно тези последствия. Така например, вълновата теория за същността на светлината не обяснява фотоелектричния ефект, въпреки че успешно предвижда резултатите от експеримента с двете цепнатини (показващ дифракцията на светлината). По-късни теории, основаващи се на квантовата механика, дават подходящи моделни обяснения и на двете явления.
Логическа грешка е да се твърди, че след като дадено явление е непредвидимо по настоящата научна теория, то по-добра теория не може да бъде формулирана, която да обясни въпросното явление. Ако се предложи като обяснение свръхестественото действие на Бог, то в този случай става въпрос за аргумент от типа Бог на белите полета (в познанието).
От друга страна логически неправилно е да се приема, че след като една теория обяснява всички познати явления, тя задължително е вярна. Фактът, че не са известни факти, които да са в противовес на дадена теория, не е само по себе си доказателство за верността на теорията (както сочи Карл Попър). Съществува винаги възможността да съществува някакво все още необяснено явление, което да не се вписва в теорията. Така например, няма нито едно известно явление, което да противоречи на теорията на Големия взрив. Това по никакъв начин не е окончателно доказателство, че произходът на Вселената е резултат на Големия взрив.
Често научната общност е подложена на критика. Обичайно учените се изразяват и постъпват така, сякаш една теория (напр. на Големия взрив) е окончателно вярна. В подкрепа на учените обаче идва чистата практичност – въпреки че от чиста логическа гледна точка, допускането за вярност е грешно, то е абсолютно непрактично (ако не и невъзможно) да се планират експерименти или да се прави оценка на данни, при отсъствие на каквито и да е било допускания. Науката се нуждае от някакъв набор от фундаментални допускания, на които да стъпи, за да се развива.

## В ежедневието
В ежедневието думата теория се използва като синоним на мнение, догадка, предположение или хипотеза. В този смисъл, теорията не се основава на факти, или с други думи, не изисква съответствие с достоверно описание на реалността. Ето защо твърдението „Това не е факт, това е само теория“ е некоректно. Достоверните описания на реалността следва да се разбират като твърдения, които остават верни независимо от мнението на хората.

## Произход
Думата навлиза в английския през 1613 г. от латински, а преди това от гръцки θεωρία (съзерцание, наблюдение, изучаване), θεωρός (зрител, буквално означава „който гледа шоу“).

## По-известни научни теории
- Теория на еволюцията
- Теория на Големия взрив
- Теория на относителността
- Теория на струните
- Теория на хаоса
- Теория на числата